# 생리적 미숙
생리적 미성숙 ( 인위성 이라고도 함)이라는 용어는 대부분의 동물에 비해 인간이 생물학적으로 미숙한 상태로 태어난다는 사실을 의미한다. 감각 기관 과 골격 및 근육계는 주로 출생 전 발달하지만, 인간 아기는 태어날 때 완전히 무력하고 집중 치료에 의존한다. 이는 다른 고등 포유류 (예: 코끼리, 말)에서 발견되는 출생 시 성숙과 대조된다. 스위스의 생물학자 아돌프 포트만(Adolf Portmann) 에 따르면, 인간의 특징은 어린 탄생으로 인해 많은 발달 과정이 고립되어 일어나는 것이 아니라 사회문화적 환경에 내재되어 있다는 것이다. 완전한 의존성으로 인해 인간은 특히 사회적 상호 작용과 환경 조건에 순응하며, Portmann에 따르면 이는 문화적, 지적 학습의 전제 조건이다.

생리적 미성숙이라는 개념은 인간이 태어날 때의 미숙함을 강조하고, 이로 인해 인간은 출생 후에 지속적인 돌봄과 관심이 필요하다는 점을 나타낸다. 이러한 생리적 특성은 우리 종이 가지는 독특한 특징 중 하나이며, 이는 우리가 사회적, 문화적 환경에서 발전하고 학습하는 데 중요한 역할을 한다.
- 1. 사회적 상호 작용과 발달: 인간의 생리적 미성숙은 태어날 때부터 부모나 돌보는 자에 대한 의존을 필요로 한다. 이러한 의존성은 사회적 상호 작용과 밀접한 연관이 있다. 아기는 부모와의 상호 작용을 통해 언어, 감정, 사회 규칙 등을 학습하게 되며, 이는 나중에 사회적 기술을 발달시키는 데 영향을 미친다.
- 2. 문화적, 지적 학습의 전제 조건: 생물학자 아돌프 포트만이 언급한 것처럼, 인간의 특징은 단순히 미숙함만이 아니라 사회문화적 환경에서 발전하는 것에 내재되어 있다. 이는 우리가 문화적인 가치, 언어, 행동 규범을 습득하고 전세계적으로 다양한 사회 시스템에 적응하는 데 기여한다.
- 3. 지속적인 돌봄과 연결: 인간이 출생 후에도 지속적인 돌봄과 연결이 필요한 것은 이러한 미숙함과 관련이 있다. 이러한 관계는 아동이 안전하게 자랄 수 있도록 지원하며, 정서적 안정감을 제공하여 인간이 더 나은 삶을 살아갈 수 있도록 도움을 준다.
- 4. 진화적 측면에서의 고려: 생리적 미성숙은 진화적인 측면에서도 중요한 역할을 한다. 출생 후에도 부모와의 밀접한 상호 작용은 아동이 생존하고 번성하는 데 필수적이며, 이는 우리 종이 진화의 과정에서 형성된 특성 중 하나일 것이다.

총정리를 하면, 생리적 미성숙은 인간의 독특한 특징 중 하나이며, 이는 우리가 사회적으로 발전하고 학습하는 데 기초를 제공한다. 이러한 미숙함은 지속적인 돌봄과 사회적 상호 작용을 통해 극복되며, 이는 우리 종이 다양한 문화적, 사회적 환경에서 살아가는 데 필수적이다.